# Eroberung von Masar-e Scharif
Die Eroberung von Masar-e Scharif war im November 2001 eine der ersten großen Offensiven des Afghanistankrieges nach der US-amerikanischen Intervention. Ein Angriff der Vereinigten Islamischen Front zur Rettung Afghanistans (Nordallianz) in die Stadt Masar-e Scharif in der Provinz Balch in Verbindung mit Luftangriffen der US-Spezialkräfte führte zum Abzug der Aufständischen, die die Stadt seit 1998 gehalten hatten. Nach der Eroberung abgelegener Dörfer und einem intensiven Bombardement zogen sich die Taliban und Al-Qaida aus der Stadt zurück. Mehrere Hundert Kämpfer wurden getötet. Ungefähr 500 wurden gefangen genommen und ca. 1.000 sollen geflüchtet sein. Die Eroberung von Masar-e Scharif war die erste große Niederlage für die Taliban.

## Vorbereitung
Die Taliban nahmen Masar-e Scharif am 8. August 1998 ein. Nach der Einnahme der Stadt verübten die Taliban ein Massaker an der schiitischen Bevölkerung, was zu einer internationalen Empörung führte und in eine intensivere Isolation des Taliban-Regimes mündete.
Die Entscheidung, den ersten großen Angriff zu starten, fiel nach einem Treffen zwischen dem General der US-Army, Tommy Franks, und dem Befehlshaber der Nordallianz, Mohammed Fahim, am 30. Oktober 2001 in Tadschikistan.
In den Tagen vor der Schlacht rückten Truppen der Nordallianz in Gebiete in der Nähe der Stadt vor. Telefonleitungen wurden abgetrennt und amerikanische Beamte berichteten über Erzählungen von Talibangegnern, die Panzer mit Pferden angriffen. Am 2. November 2001 wurden Green Berets und eine kleine Einheit der CIA SAD in das Dari-a-Balkh-Tal eingeflogen. Ihre Aufgabe bestand darin, General Mohammed Atta und seine Miliz zu unterstützen. Zusammen kämpften sie sich durch das Dari-e-Souf-Tal und schlossen sich mit General Abdul Rashid Dostum und seiner Miliz sowie der ODA 595 und dem CIA-Team, welches Dostum unterstützte, zusammen.
General Dostum führte die usbekisch dominierte Fraktion der Nordallianz, die Nationale Islamische Bewegung Afghanistans, bei einem Angriff auf das Dorf Keshendeh, südwestlich der Stadt am 4. November an und eroberte das Gebiet mit seinen berittenen Reitern. General Noor führte unterdessen 2.000 Männer von der von Tadschiken dominierten Dschamiat-i Islāmi gegen das Dorf Ag Kupruk direkt südlich der Stadt an. Ethnische Hazara Kämpfer von Mohammad Mohaqiq's Hezbe Wahdat nahmen ebenfalls an der Offensive teil.
Vor dem Kampf wurden Flugblätter abgeworfen, auf denen Radioempfänger abgebildet waren. Darunter wurden Frequenzen aufgelistet, über die die Amerikaner ihre eigene Version der Ereignisse senden würden. In der Zwischenzeit richteten die US-Spezialeinheiten Lasermarkierer ein, die als Leuchtfeuer, Ziele in der ganzen Stadt hervorhoben.

## Luftangriffe

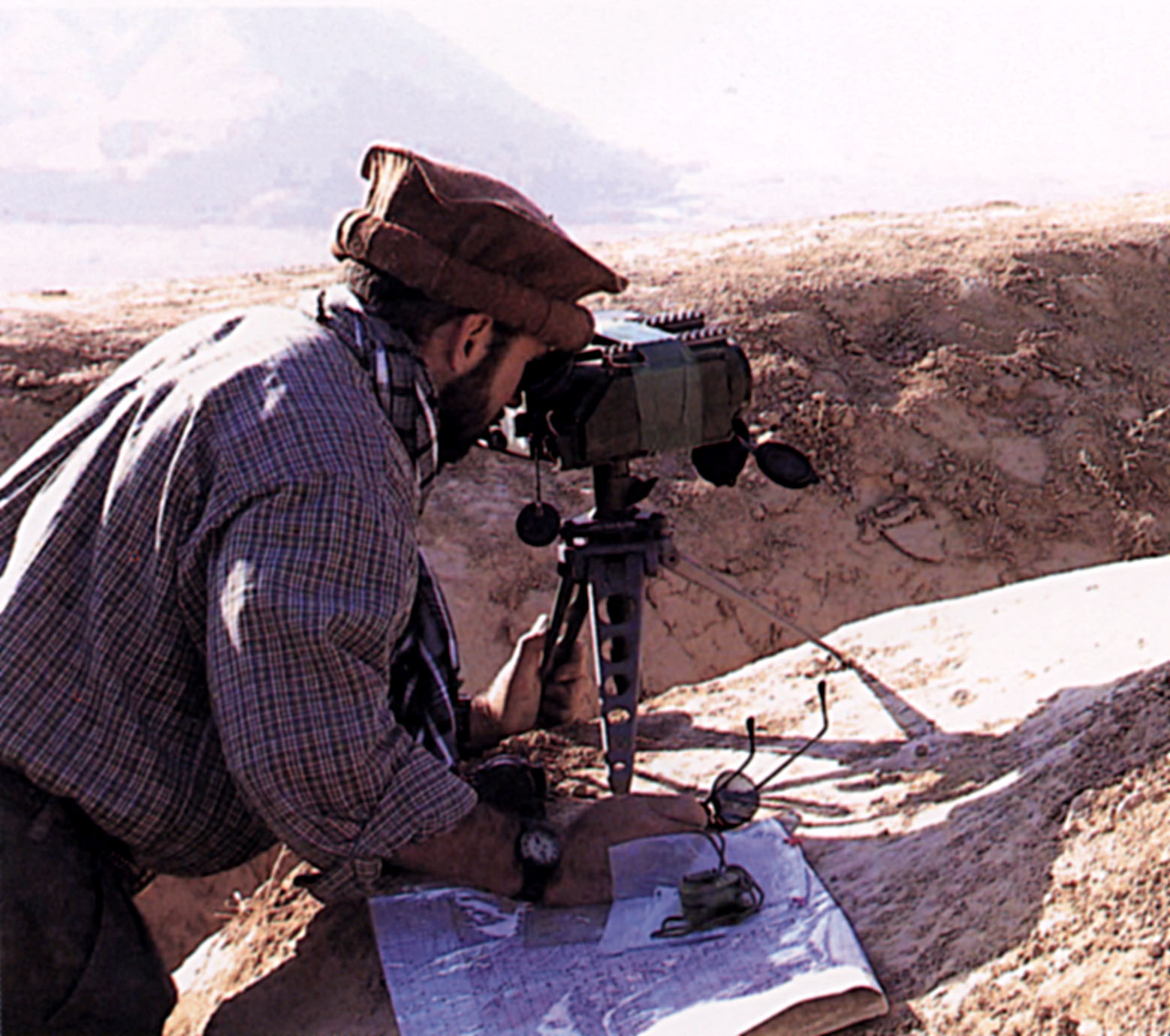
Ein Offizier der Special Forces lenkt Luftangriffe vom Boden aus

Am 7. und 8. November bewegten sich 4.000 Taliban-Kämpfer nach Masar-e Scharif, um sich auf den Kampf vorzubereiten. Währenddessen bombardierten amerikanische B-52-Bomber Verteidigungsstellungen der Taliban in der Cheshmeh-ye Shafa-Schlucht sowie auf den Haji Gak-Pass. Trotz der Bombardement der USA behaupteten die Taliban, sie hätten 500 Kämpfer in die Stadt infiltriert, um sich auf die bevorstehende Schlacht vorzubereiten.

## Verlauf
Am 9. November 2001 stehen sich die Mitglieder der beiden ODAs, des CIA-Teams und der Nordallianz vor der Stadt gegenüber, während die USA die Stadt bombardierte. Die Taliban reagierten mit BM-21-Beschuss, der allerdings rasch von Luftangriffen unterdrückt werden konnte. Die Luftangriffe forderten ihren Tribut von den Taliban und auf ein Signal hin begannen die Streitkräfte der Nordallianz ihren Angriff zu Fuß, zu Pferd, mit Pickups und einigen erbeuteten gepanzerten Fahrzeugen.
Erste Gerüchte besagten, dass die Taliban-Kämpfer von dem US-amerikanischen Bombardement unbeeindruckt waren und glaubten, dass die Nordallianz sich weigert, in die Stadt einzudringen. Die Streitkräfte der Nordallianz unter dem Kommando von Dostum und Atta marschierten über die Pul-i-Imam-Bukhri-Brücke und besetzten die Hauptmilitärbasis der Stadt und den internationalen Flughafen. Andere Truppen kamen über das Balk-Tal in die Stadt und stießen nur auf leichten Widerstand.

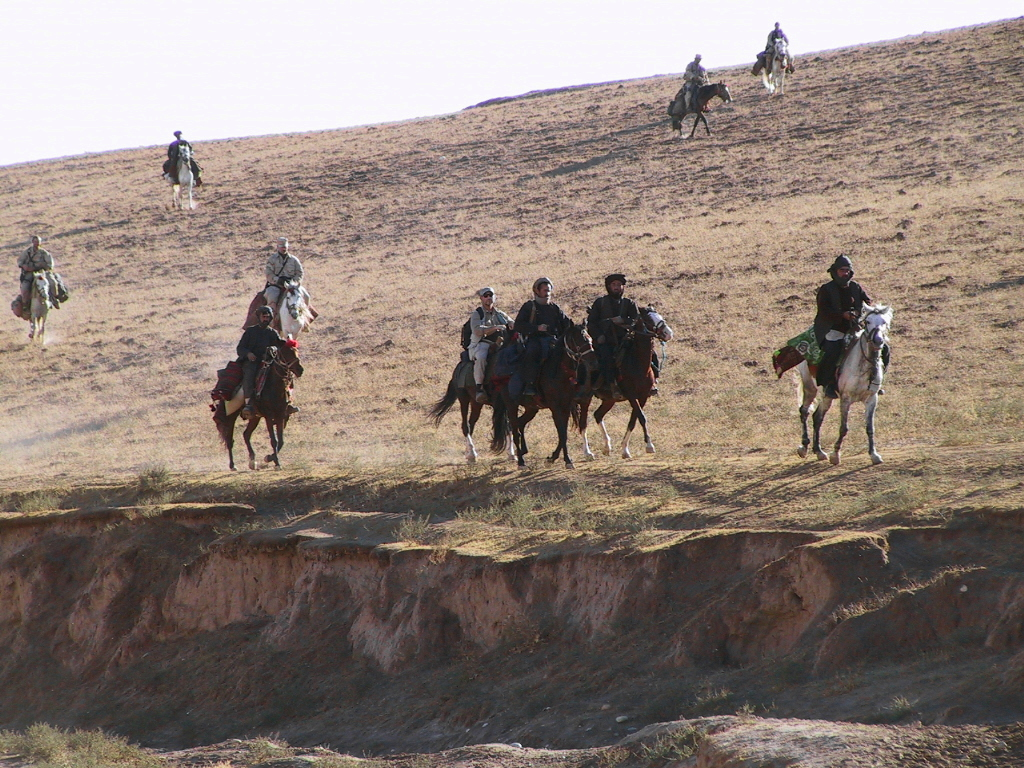
Amerikanische Special Forces mit Abdul Rashid Dostum im Oktober 2001

Nachdem abgelegene Dörfer Luftangriffe auf wichtige Kommando- und Kontrollzentren ausgesetzt waren, zogen sich etwa 5.000 bis 12.000 Soldaten der Taliban sowie Mitglieder von Al-Qaida und andere ausländische Kämpfer in Richtung Kundus zurück, um sich neu zu gruppieren. Nach dem Sonnenuntergang hatten sich die Taliban nach Norden und Osten zurückgezogen. Einige befürchteten, dass sich die Taliban für eine Gegenoffensive versammeln würden. Es wurde später geschätzt, dass 400–600 Menschen in der Schlacht starben, obwohl es nicht möglich war, zivile und militäre Todesfälle zu trennen. Ungefähr 1.500 Taliban wurden gefangen genommen oder kämpften seither für die Nordallianz.

### Freiwillige aus Pakistan
In den folgenden Tagen erreichten 750 pakistanische Freiwillige Masar-e Scharif, während die Mehrheit der Taliban flüchtete. Viele dieser Kämpfer wurden von einem pakistanischen Mullah, Sufi Mohammed, rekrutiert, der einen Lautsprecher benutzte, um seine Ansichten zu propagieren. Er sagte: "Wer im Kampf für Gott stirbt, stirbt nicht! Wer im Dschihad lebt, lebt für immer im Paradies!"

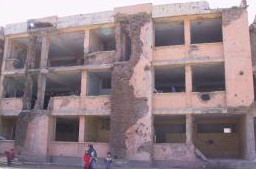
Schäden an der Sultan Razia Girls' School

Die Gruppe, die hauptsächlich aus Teenagern bestand, versammelte sich in der Sultan Razia Girls School, wo sie anfingen, über ihre Kapitulation zu verhandeln. Hunderte von ihnen wurden letztendlich getötet. Fast zwei Tage lang, als sich die Gruppe in der verlassenen Schule versammelte und ihre Kampfpositionen aufbaute, versuchten Beamte und die Nordallianz Verhandlungen über ihre Kapitulation zu führen. Die Pakistaner lehnten dies vehement ab und töteten schließlich zwei Friedensbotschafter. Währenddessen feuerten sie ständig auf jeden, der sich in der Nähe des Gebäudes bewegte, einschließlich Zivilisten. Nach dem Mord an den Gesandten erwiderte die Nordallianz das Feuer auf die Schule.
Beamte der Vereinten Nationen behaupteten, dass die Nordallianz ein Massaker an den pakistanischen Kämpfern durchgeführt hat, nachdem sich die Verteidiger der Schule ergaben. Wenig später warfen amerikanische Flugzeuge zwei oder vier 1000-Pfund (~450 kg) Bomben ab. Die Pakistaner flohen schnell und die Nordallianz schoss auf sie, was zu 800 mutmaßlichen Todesfällen führte. Spätere Berichte deuteten stattdessen darauf hin, dass nur die Allianz die Schule beschossen hatte und nicht die Amerikaner. Nach der Schlacht wurde der United States Air Force Sgt. Stephen E. Tomat mit dem Silver Star, für die Auslösung des Luftangriffs auf sechs Fahrzeuge und die Schule, ausgezeichnet.

## Nachwirkungen

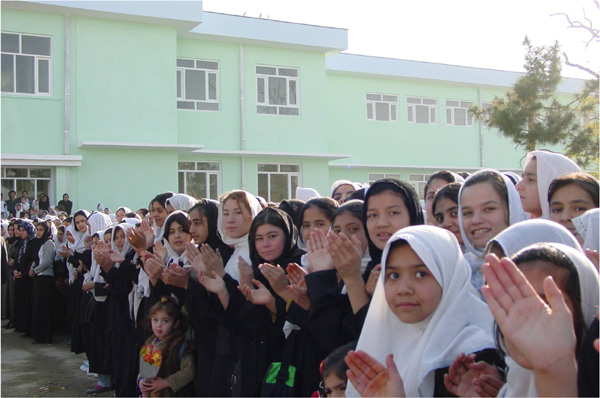
Schülerinnen der Sultan Razia Girls School im Jahr 2002

Das Zentralkommando der Vereinigten Staaten glaubte ursprünglich, dass die Stadt bis weit in das folgende Jahr hinein in den Händen der Taliban bleiben würde und dass jeder Kampf "ein sehr langsamen Fortschritt" bringen würde. Masar-e Scharif war strategisch wichtig, die Eroberung eröffnete Versorgungswege und bot amerikanischen Flugzeugen eine Landebahn im Land. Die Schlacht war die erste große Niederlage der Taliban und löste eine rasche Gebietsverlagerung in Nordafghanistan aus. Nach Gerüchten, dass Mullah Dadullah mit bis zu 8.000 Taliban-Kämpfern die Stadt zurückerobern könnte, wurden tausend Rangers der US-Army in die Stadt geflogen. Dies stellte den ersten festen Halt in der Region dar, von dem aus Kabul und Kandahar erreicht werden konnte.
Der Fall der Stadt führte zu Berichten über jubelnde Einheimische, gefolgt von Berichten über Hinrichtungen und Entführungen von Zivilisten durch die Nordallianz. Die Pakistaner die in der Schule gefangen genommen wurden, wurden als Sklaven gehalten und sexuell missbraucht. Die Nordallianz forderte Lösegeld von den Familien für ihre Rückkehr. Die von den USA unterstützten Streitkräfte, die jetzt die Stadt kontrollierten, begannen sofort mit der Ausstrahlung eines Radiosenders, einschließlich einer Ansprache des ehemaligen Präsidenten Burhanuddin Rabbani.

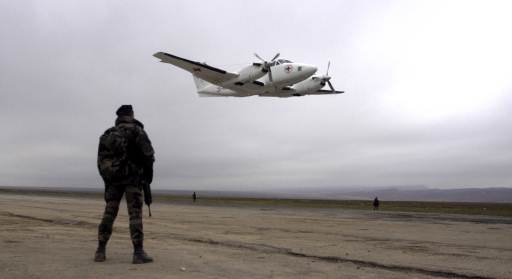
Der Flugplatz von Masar-e Scharif im Dezember 2001

Der Flugplatz war von gewichtiger taktischer Bedeutung für die US-Streitkräfte, allerdings wurde dieser durch die Bombardements schwer beschädigt und durch die Taliban vermint. Die zerstörten Landebahnen wurden von Afghanen ausgebessert, sodass das erste Frachtflugzeug zehn Tage nach der Schlacht landen konnte. Der Luftwaffenstützpunkt wurde erst am 11. Dezember für betriebsbereit erklärt. Während frühere Militärflugzeuge von Usbekistan oder von Flugzeugträgern im Arabischen Meer aus starteten, konnten die Amerikaner nun häufiger Einsätze gegen die Aufständischen fliegen und schwerere Nutzlasten transportieren.